# Plan West

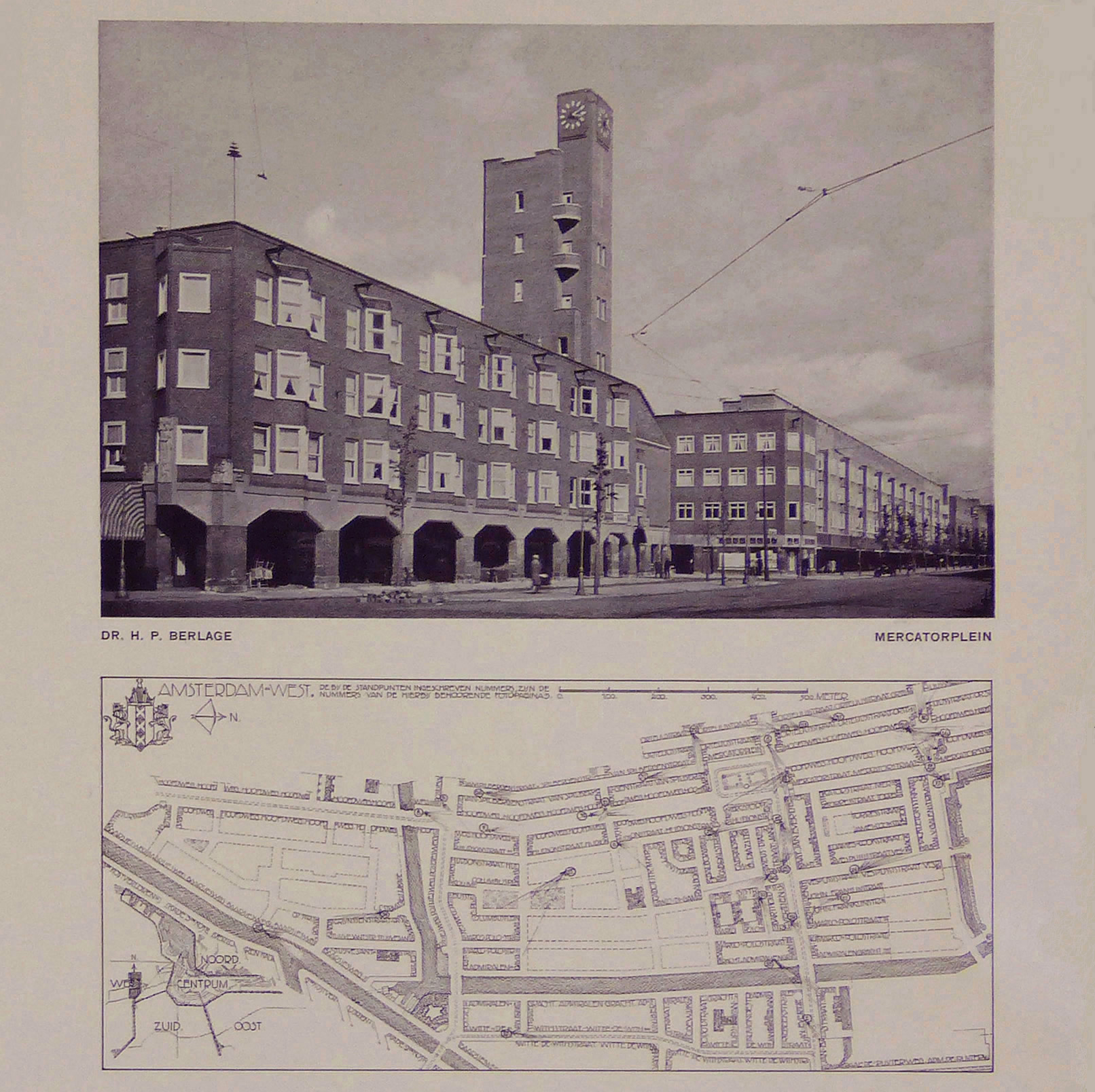
Mercatorplein (H.P.Berlage) en Plan West in 'Wendingen' 1927-6/7

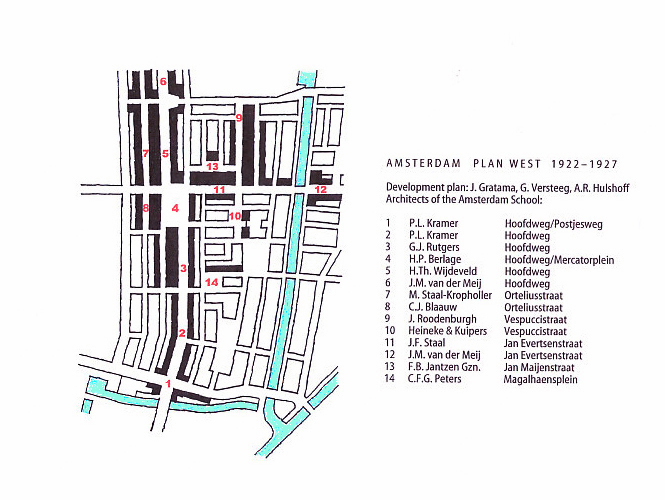
Plan West 1922-1927, architecten

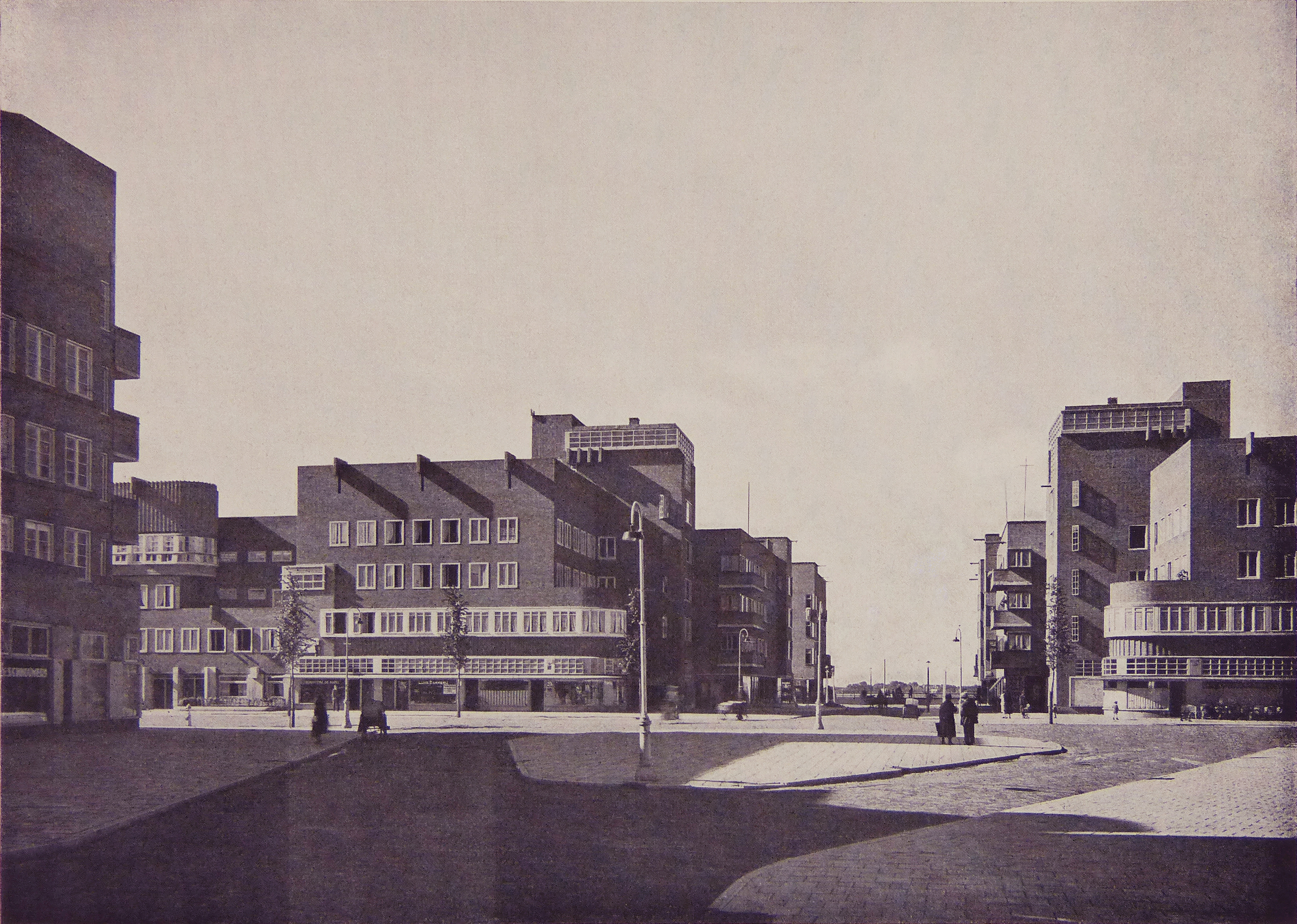
Hoofdweg / Jan van Galenstraat, in perspectief (H.Th.Wijdeveld)

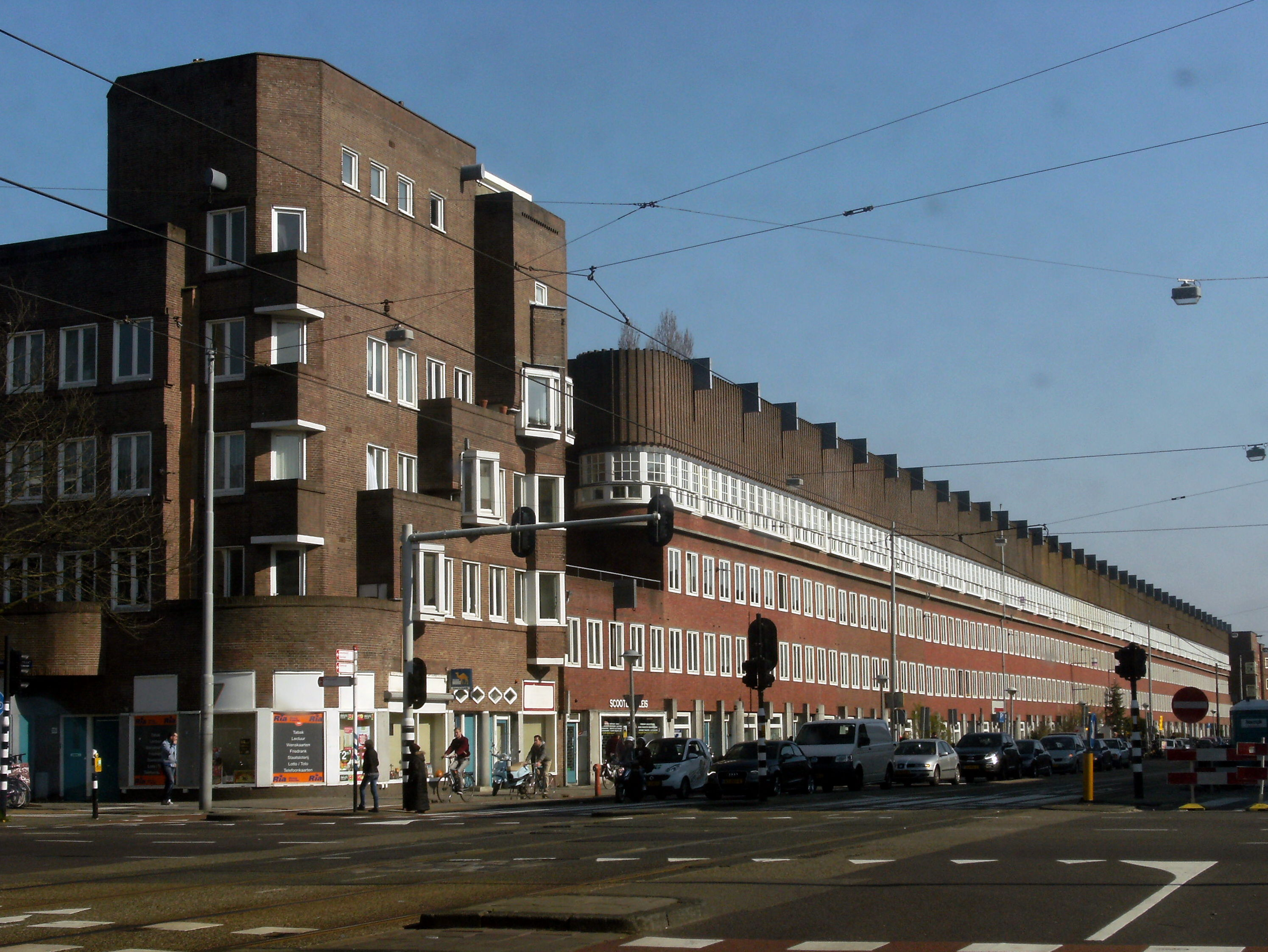
Jan van Galenstraat / Hoofdweg, in perspectief (J.van der Mey, H.Th.Wijdeveld)

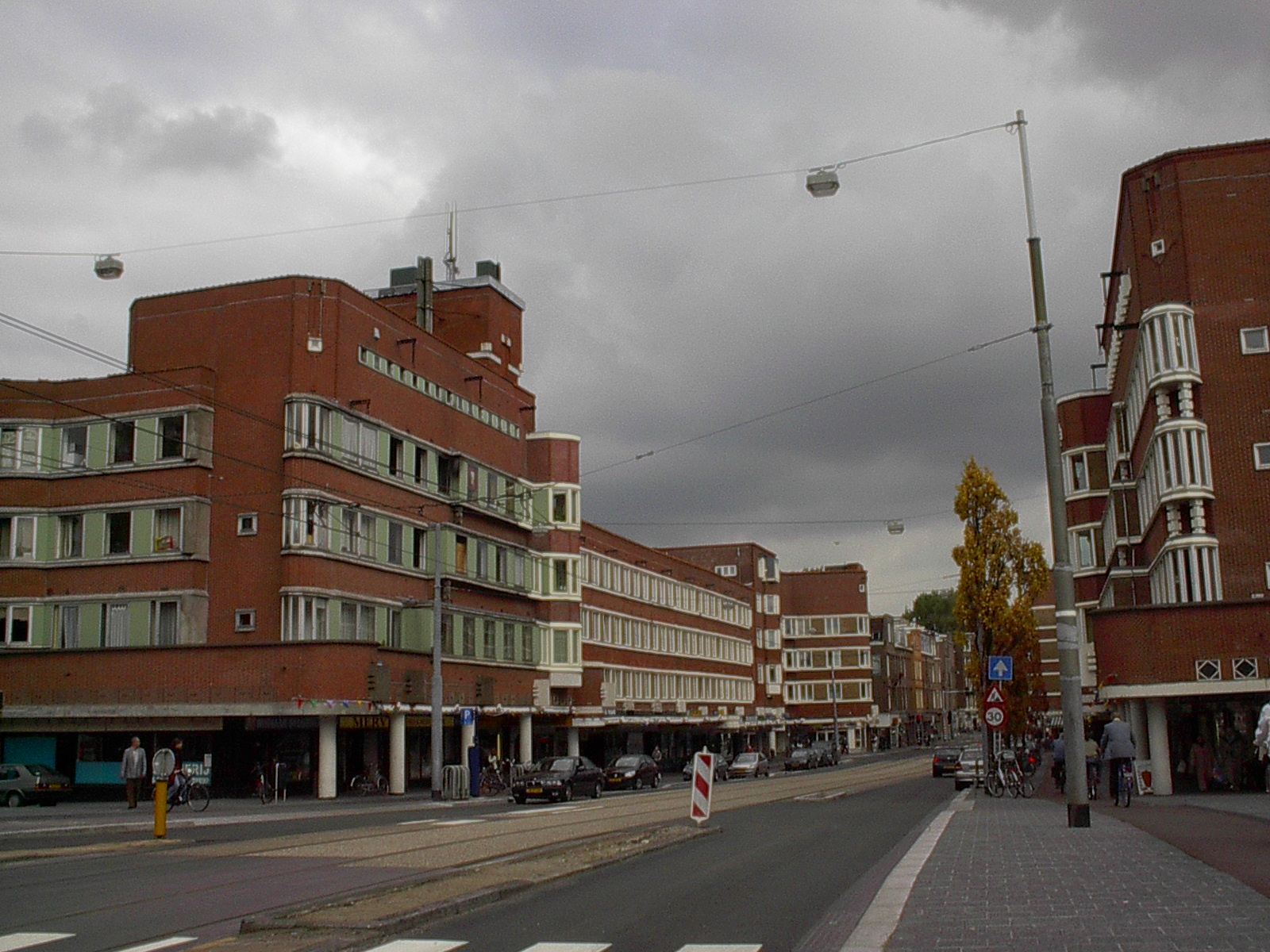
Jan Evertsenstraat bij de Admiralengracht (J.van der Mey)

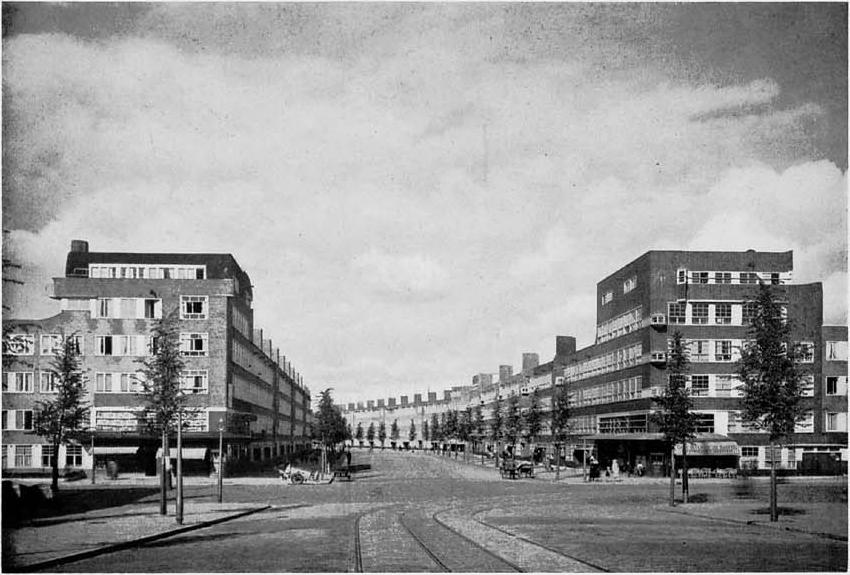
Postjesweg / Hoofdweg, in perspectief (P.Kramer)

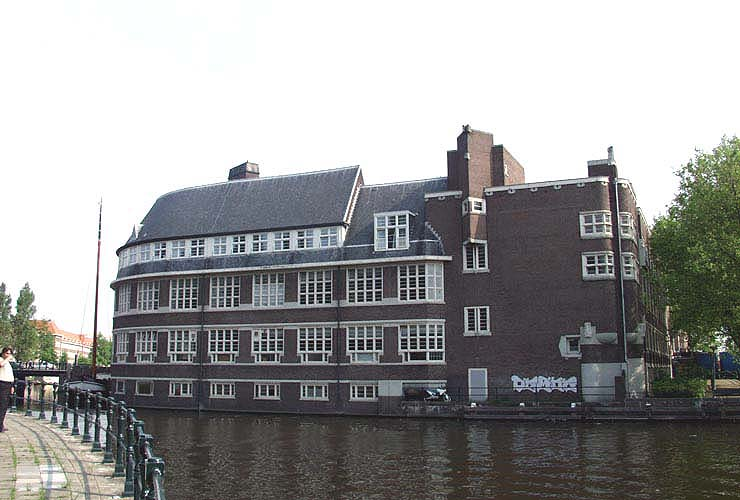
Vierde Ambachtsschool, nu 'Het Sieraad', Postjesweg, gezien vanaf de Baarsjesweg (A.J.Westerman)

Het Plan West in Amsterdam werd door de gemeente Amsterdam gelanceerd in 1922, na de annexatie van de vroegere gemeente Sloten in 1921 als verlengde van de West Indische buurt en het uiteindelijk te vormen West-Indische buurt Noord. Het was een vervolg op het Plan Zuid van H.P. Berlage uit 1917, op het geannexeerde grondgebied van Nieuwer-Amstel. Beide plannen waren ontworpen om te voorzien in het grote tekort aan woningen na de Eerste Wereldoorlog.

## Voorgeschiedenis
In 1909 stelde architect S.N. du Croix in opdracht van de gemeente Sloten een plan op, dat gemeentearchitect H.A. Rübenkamp in 1916 verbeterde. De plannen werden echter doorkruist door de annexatie van Sloten door Amsterdam op 1 januari 1921, waardoor de gemeente Sloten werd opgeheven. De Gemeente Amsterdam liet het oude uitbreidingsplan onder de loep nemen door een commissie, die bestond uit het hoofd afdeling Gebouwen van de Dienst der Publieke Werken Allard Remco Hulshoff (1880-1958) en de architecten Jan Gratama en Gerrit Versteeg. In 1922 presenteerden zij Plan West, een plan met 6000 arbeiderswoningen. Aanvankelijk was het een stratenplan dat alleen het grondgebied van een aannemer genaamd Van der Schaar omvatte. Dit was een gebied tussen Admiralengracht, Erasmusgracht, Orteliuskade, Surinameplein en Kostverlorenvaart. Het werd ook wel het 6.000-woningenplan genoemd.
In het plan zijn elementen uit het eerdere plan van Sloten overgenomen. Zo wordt het oude slotenpatroon aangehouden en blijft de Hoofdweg de centrale straat. Het Mercatorplein halverwege de Hoofdweg was bedacht als stedenbouwkundig en esthetisch middelpunt van de nieuwe wijk. Veel huizen hebben een voortuin en er is een gracht om de buurt aantrekkelijker te maken. De gemeente Amsterdam ging akkoord met dit plan. Hulshoff, Gratama en Versteeg mochten de plannen gaan uitwerken. Zij gingen nauwgezet te werk. Naast de overzichtskaart belastten zij zich ook met verdere detaillering. Nauwkeurige tekeningen werden gemaakt met de breedte van de straten en de diepte van de huizenblokken. In de toelichting viel te lezen hoe belangrijk het was dat er voldoende aandacht zou zijn voor de gevels en dat "goede" architecten zouden worden ingeschakeld.

## Realisatie van Plan West
De bouw van de woningen vond plaats in de stijl van de Amsterdamse School. De wijk werd gerealiseerd tussen 1925 en 1927, wat erg snel was. Dat was mede te danken aan een permanente commissie waarin de drie makers van Plan West zaten, aangevuld met vertegenwoordigers van Bouw- en Woningtoezicht, de dienst der Publieke Werken en de directie van de uitvoerende bouwmaatschappij. Deze commissie had samen met Van der Schaar een bebouwingsplan opgesteld en de silhouetten van straat- en pleinwanden bepaald. Architecten die grotendeels ook aan Plan-Zuid hadden meegewerkt, ontwierpen de gevelwanden waarna een schoonheidscommissie het geheel beoordeelde. De gevelwanden waren ook het enige wat deze architecten zelf mochten ontwerpen. Ze hadden zo weinig speelruimte doordat hun diverse woningtypes werden voorgelegd waaraan ze zich moesten houden. Deze plattegronden van de woningen, die reeds waren ontworpen door architectenbureau Gulden en Geldmaker, voldeden aan de bouwvoorschriften en constructietechnieken. Alleen de voorgevels stonden nog niet vast in deze bouwtekeningen. Onder architecten ging deze werkwijze schertsend schortjesarchitectuur heten.

## Amsterdamse School in Plan West
Zoals het erg gebruikelijk was in die tijd, is in Plan West grotendeels gerealiseerd volgens de Amsterdamse school. Het stadsontwerp van Gratama en Hulshoff bestaat uit grote bouwblokken die samen lange straatwanden vormen, van soms wel 250 meter lang. De ingeschakelde architecten hebben allemaal geworsteld met het probleem van eentonige straatwanden, die echter wel een mooi perspectief geven. Ze wisten deze lange straatwanden te compenseren met ingenieuze hoekoplossingen en mooie gevels.
De straatnamen werden in het noordelijke deel vernoemd naar ontdekkingsreizigers, cartografen en zeehelden. In het zuidelijke deel werden de straten vernoemd naar geografische begrippen uit West-Indië. De wijk werd via de Kinkerbrug verbonden met de Kinkerbuurt in Oud-West.
Sinds 2010 behoort het gebied van Plan West tot stadsdeel West.

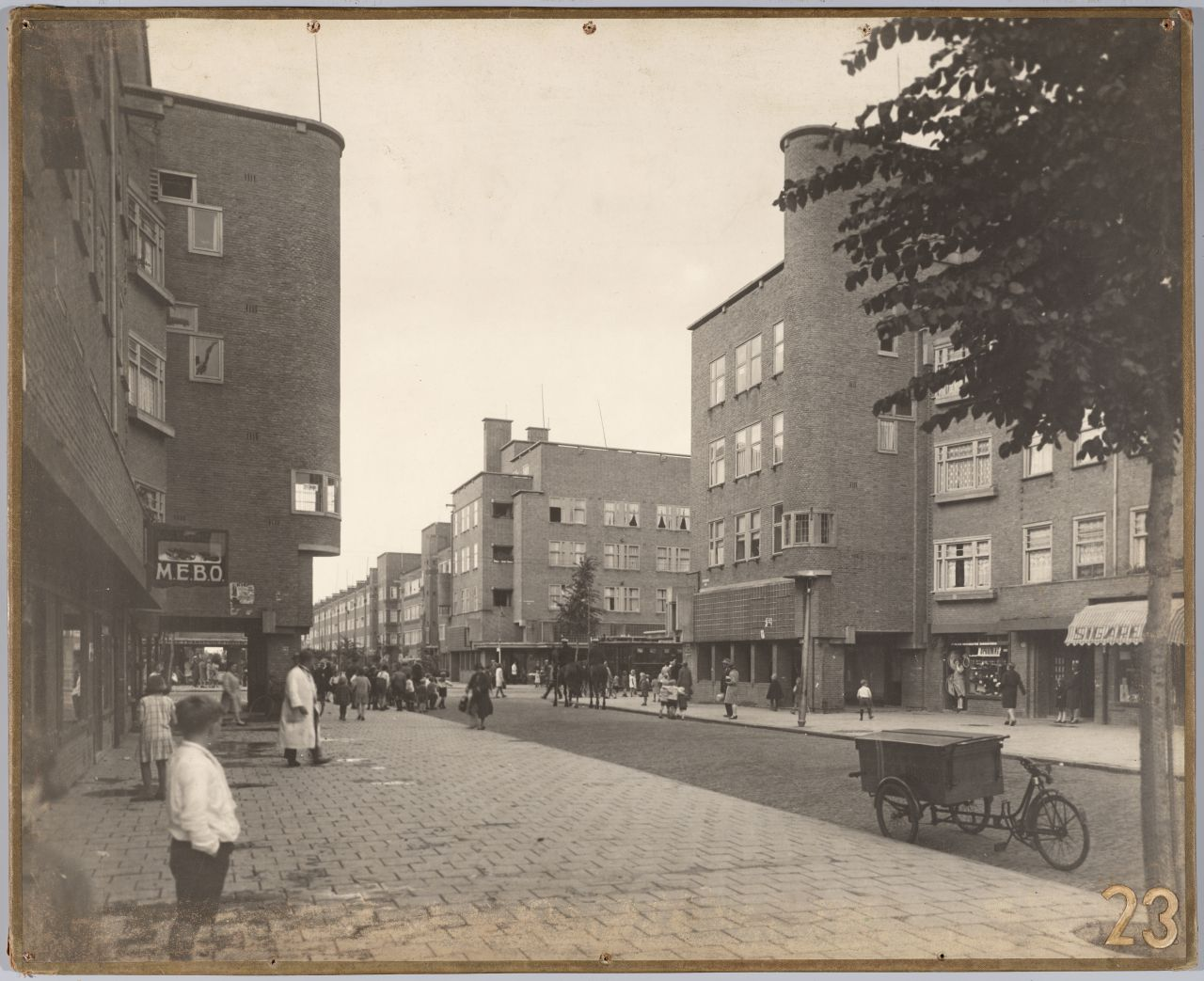
Vespuccistraat / Jan Evertsenstraat (J.F.Staal)
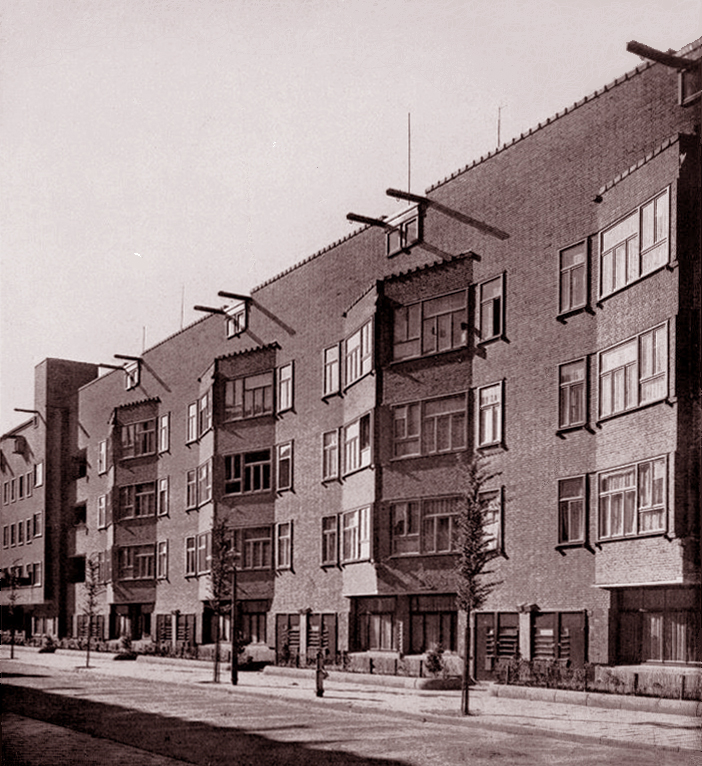
Orteliusstraat (M.Staal-Kropholler)
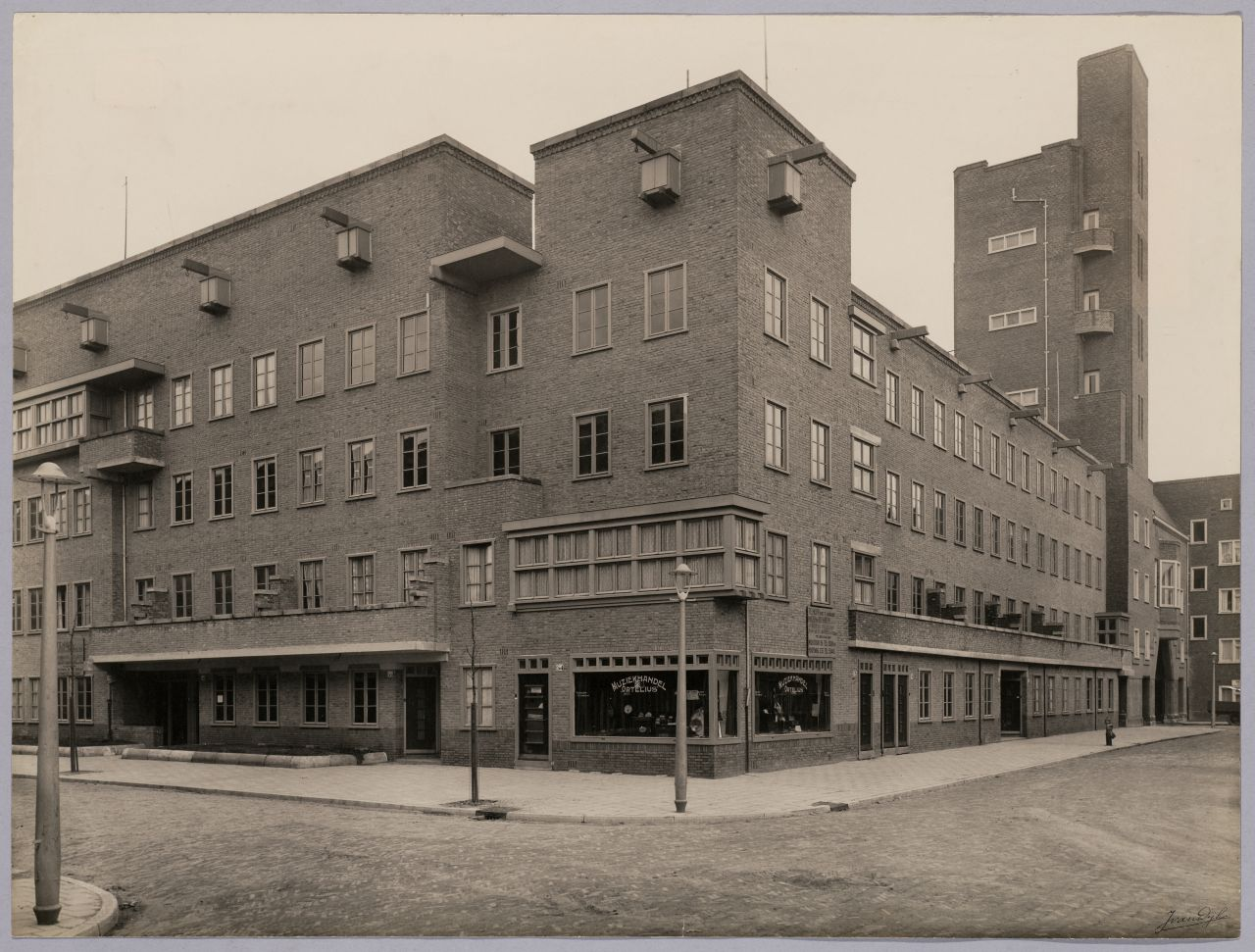
Orteliusstraat / Van Spilbergenstraat (C.Blaauw)
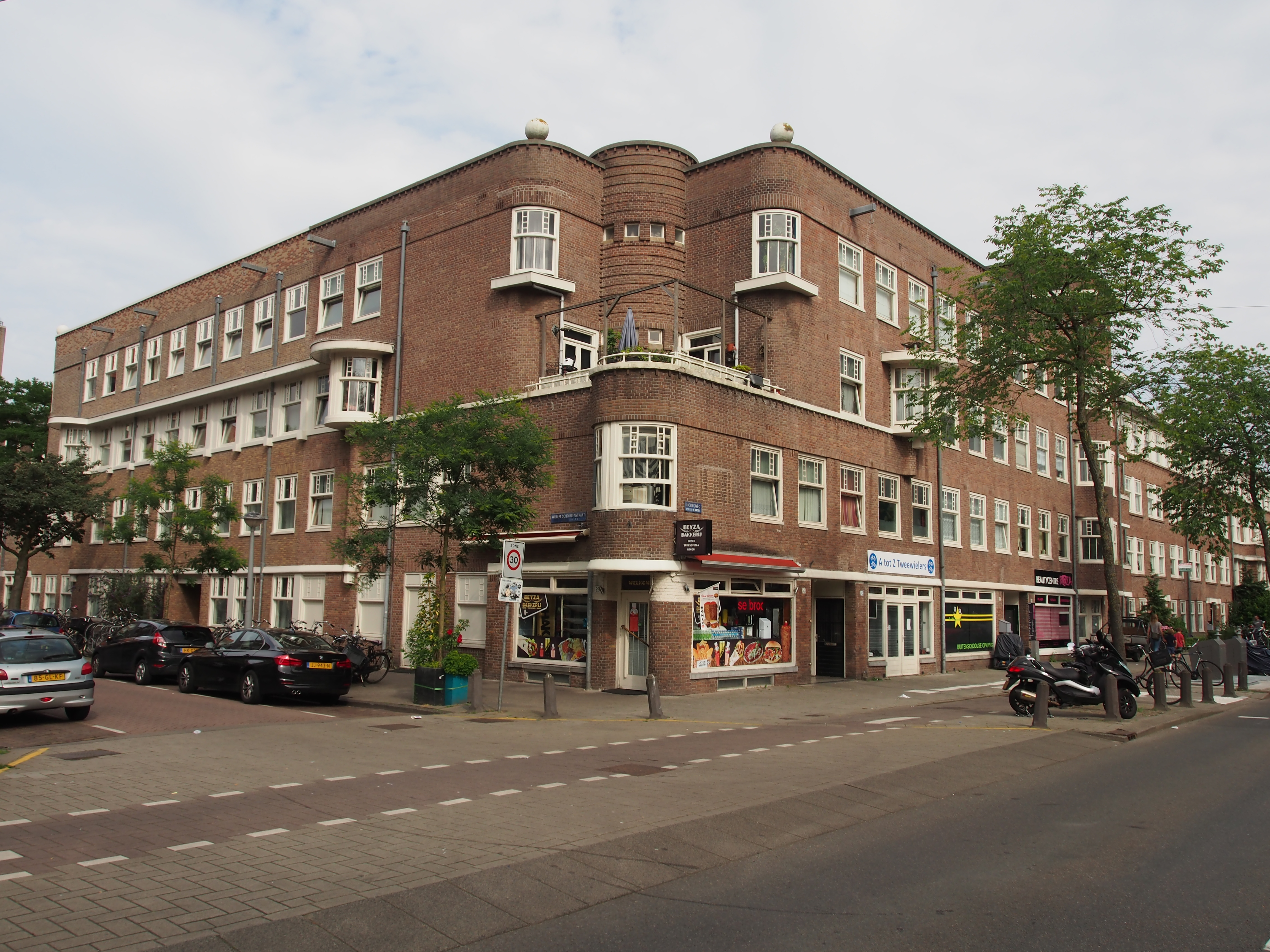
Hoofdweg / Willem Schoutenstraat (C.J.Rutgers)
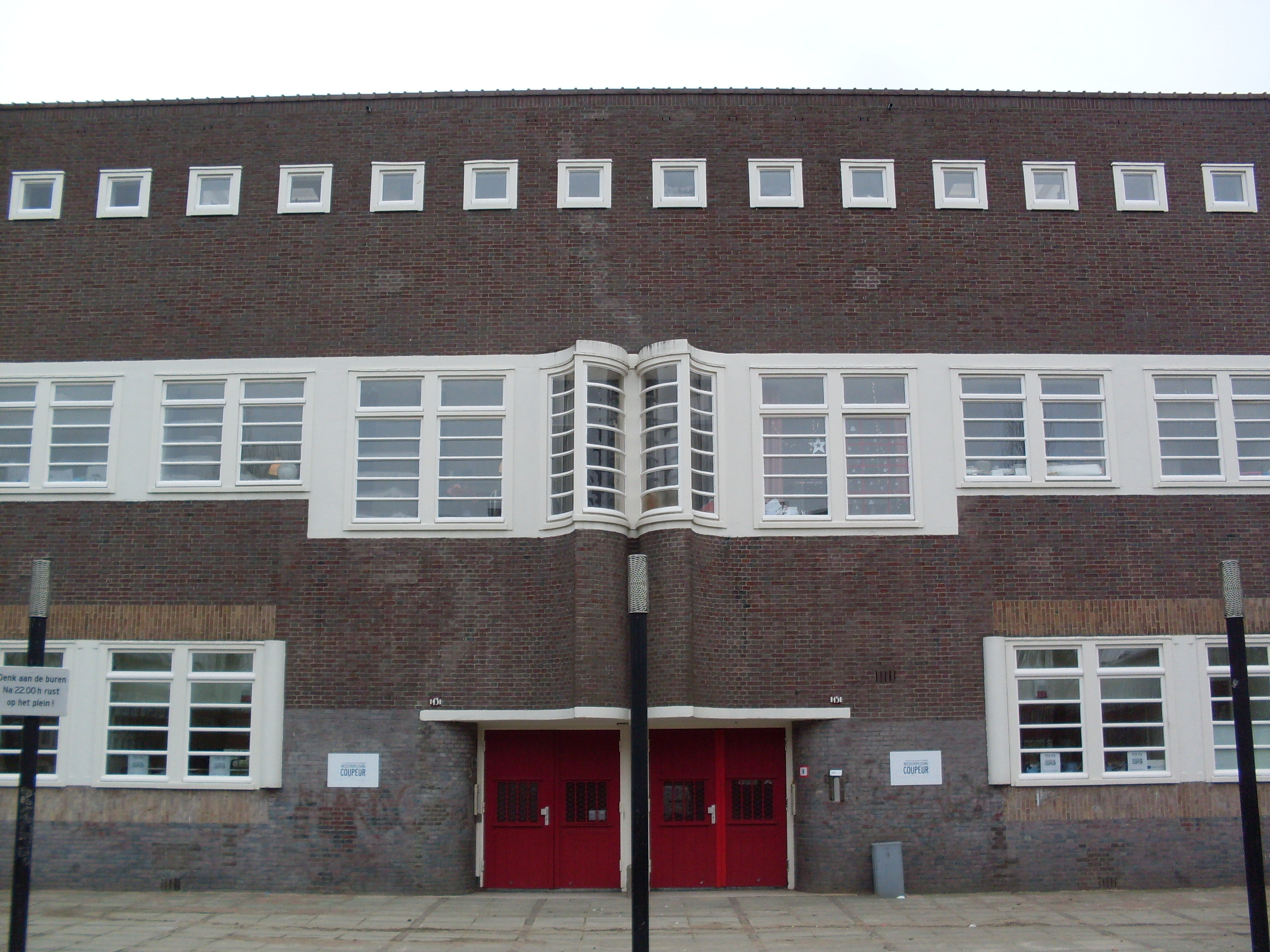
Jan Maijenschool, Jan Maijenstraat (F.Jantzen)
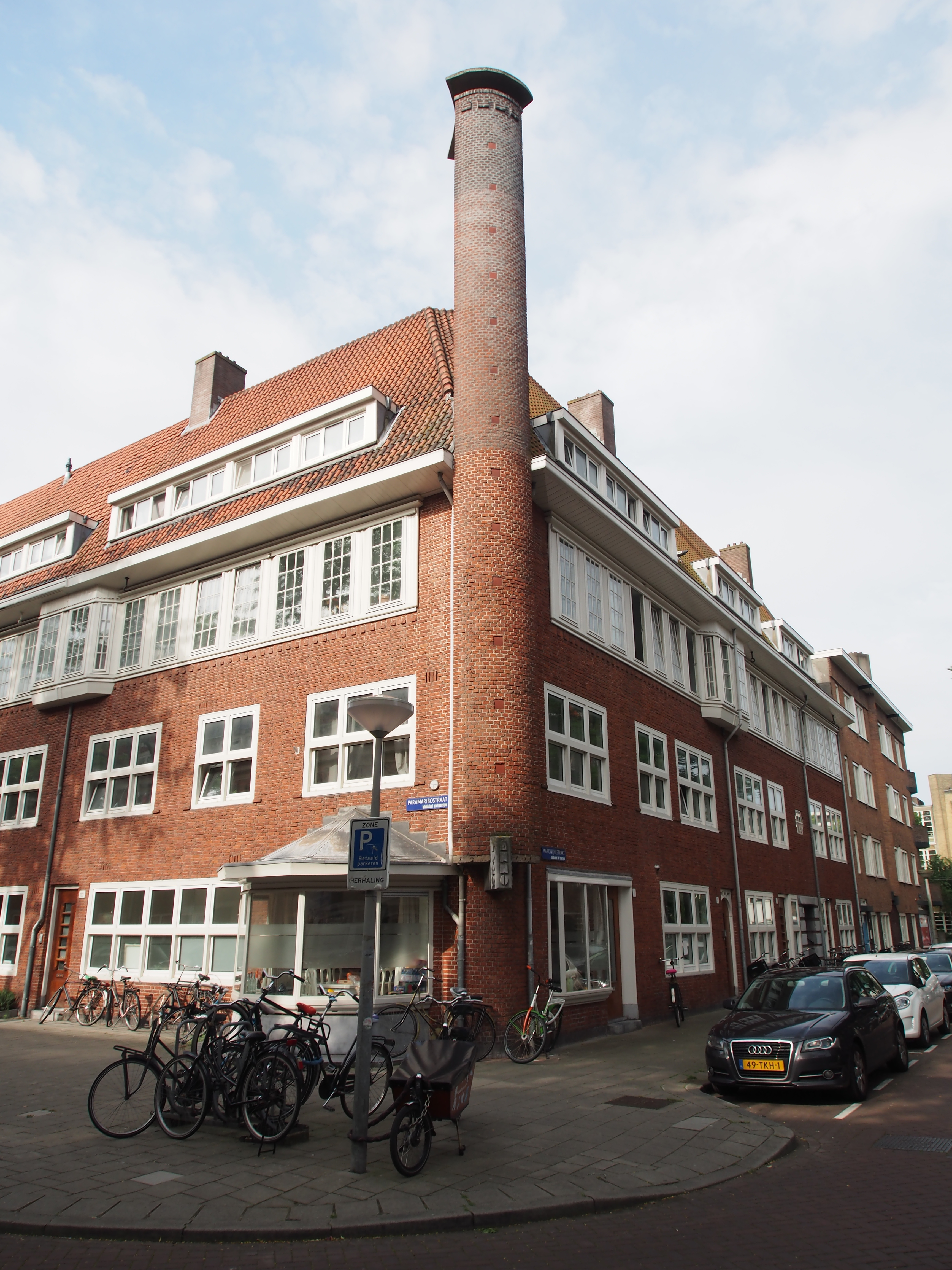
Paramaribostraat 133 en lager (P.L. Kramer)